# Seán Walsh
Seán Walsh (irisch Seán Breathnach; * 3. April 1925 im County Dublin; † 26. Dezember 1989 im County Dublin) war ein irischer Politiker der Fianna Fáil. Von 1969 bis 1973 war er Mitglied im Seanad Éireann und von 1973 bis 1989 Abgeordneter (Teachta Dála) im Dáil Éireann, dem irischen Unterhaus des Parlaments (Oireachtas). 

## Leben
Walsh versuchte bereits bei den Wahlen 1961, 1965 und 1969 einen Sitz im Dáil Éireann im Wahlkreis Dublin County zu erringen. 1969 wurde er über die Arbeitsliste in den Seanad Éireann gewählt. Bei den Wahlen zum Dáil Éireann 1973 konnte er dann im Wahlkreis Dublin County North einen Sitz erringen, den er trotz des neuen Wahlkreiszuschnitts auf Dublin County Mid bei den Wahlen 1977 und auf Dublin South-West bei den Wahlen 1981 verteidigen konnte. Die Wahlen im Februar 1982, im November 1982 und 1987 konnte er für sich entscheiden. 1989 verlor er den Sitz jedoch.